# 刘清 (1915年)
刘清（1915年11月—2020年6月30日），原名石秀夫，男，江西九江人，中华人民共和国政治人物，曾任第六机械工业部副部长、党组成员。